# Hahnia glacialis
Hahnia glacialis là một loài nhện trong họ Hahniidae.
Loài này thuộc chi Hahnia. Hahnia glacialis được William Sørensen miêu tả năm 1898.